# Les Friction
Les Friction – amerykański zespół wykonujący rock alternatywny z elementami chóru oraz orkiestry. Grupa powstała w 2011 roku po rozwiązaniu (z powodu śmierci Franza) zespołu E.S. Posthumus, którą tworzyli bracia Helmut oraz Franz Vonlichten.
W 2012 roku zespół wydał swój pierwszy album o nazwie Les Friction.
W 2020 roku zespół ogłosił akcję crowdfundingową w celu wydania komiksu o tytule "Les Friction: The Graphic Novel - Episode 1". Akcja zakończyła się zebraniem $17,875 z docelowych $13,300.

## Skład zespołu
- Helmut Vonlichten
- Nihl Finch
- Paint

## Albumy[1]
- Les Friction (2012)
- Dark Matter (2017)
- The End of The Beginning (2022)